# Eleftherotypia
Eleftherotypia är en grekisk dagstidning som först publicerades 1975. Den politiska beteckningen har sedan dess varit socialdemokratisk. Tidningens huvudkontor ligger i Aten, men tidningen är trots det spridd i hela landet. När tidningen först började publiceras ägdes den av sina journalister, vilket var ett trendbrott bland grekiska tidningar under den perioden. Vad som också utmärker Eleftherotypia är att tidningen ofta publicerade olika grekiska extrema vänstergrupperingars manifest, som till exempel för 17N och ELA.